# 2008-as esztergomi rendőrgyilkosság

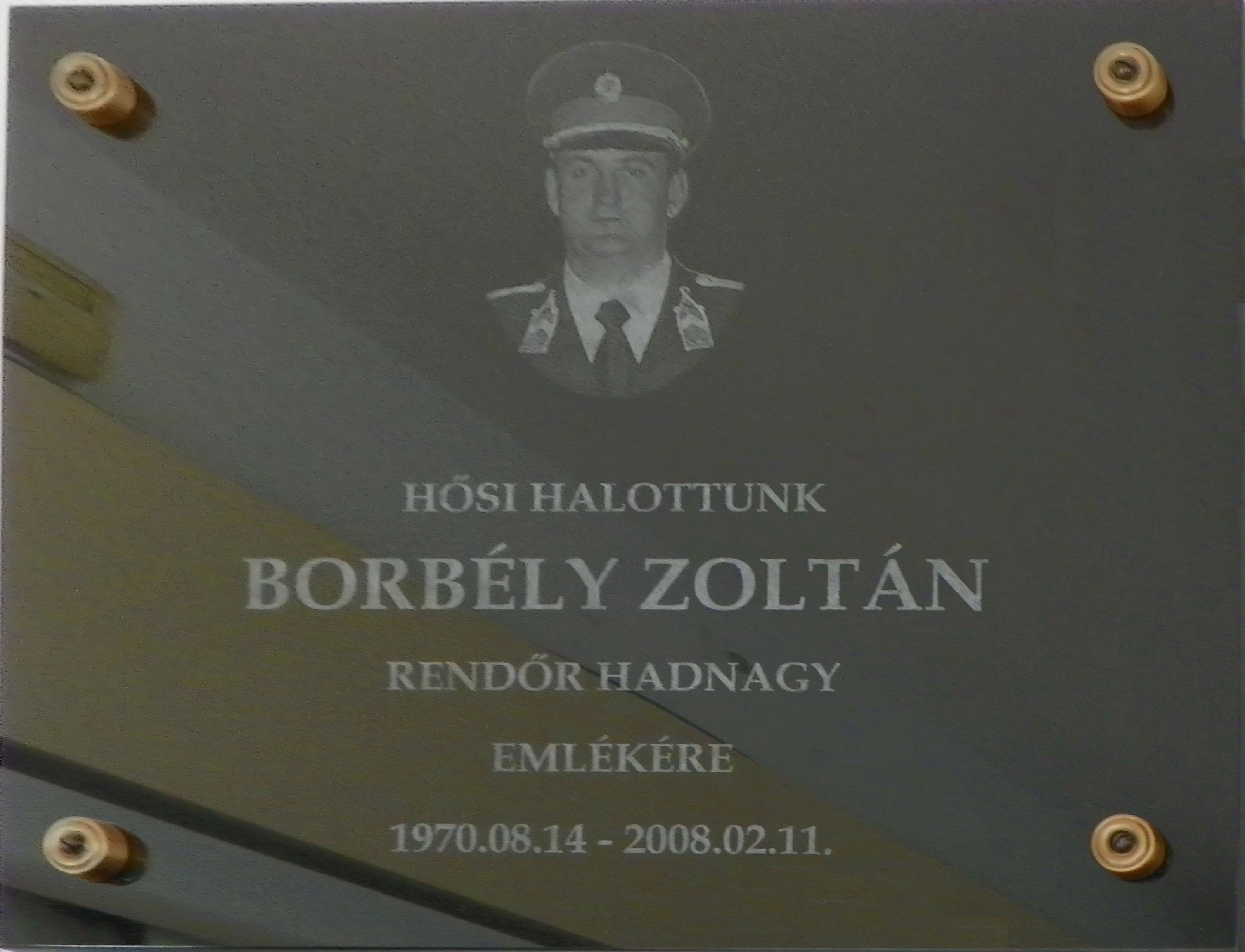
Borbély Zoltán emléktáblája az esztergomi rendőrkapitányságon

Borbély Zoltán rendőrt 2008. február 11-én lőtte le Boros Miklós Esztergom-Kertvárosban.
A Határőrség 2008. január 1-jén olvadt be a Rendőrségbe. Borbély Zoltán zászlós ekkor került a rendőrség kötelékébe, előtte a Határőrségnél volt útlevélkezelő. A 37 éves rendőr zászlós mindössze egy hónapja volt rendőr, amikor az 53 éves Boros Miklós rálőtt a Sátorkői utcában, mondta az MTI-nek Bencze József. Boros Miklóst az ártalmatlanításhoz lábon lőtték, melynek következtében végtagját amputálni is kellett.
Borbély Zoltán emlékére nevével futballtornát rendeznek évente.
Több, mint 15 évvel később, 2023-ban történt a következő rendőrgyilkosság Esztergomban.